# اولی جنوبی
اولی جنوبی، روستایی است از توابع بخش مرکزی در شهرستان دیر استان بوشهر ایران.

## جمعیت
این روستا در دهستان اولی قرار دارد و بر اساس سرشماری سال ۱۳۸۵ جمعیت آن (۶۲ خانوار) ۳۱۱ نفر است.